# 伊勢原市立成瀬中学校
伊勢原市立成瀬中学校（いせはらしりつ なるせちゅうがっこう）は、神奈川県伊勢原市高森にある公立中学校。
卒業生に元農林水産大臣亀井善之などがいる。

## 沿革
出典
- 1947年（昭和22年）4月1日-成瀬町立成瀬中学校設立
- 1954年（昭和29年）12月1日-町村合併により伊勢原町立成瀬中学校
- 1957年（昭和32年）1月8日-校旗制定
- 1971年（昭和46年）3月11日-校歌制定

## 教育目標
出典
知性を高め健康を養い、共に励ましあいながら将来の進路に向かって、優しくたくましく生きる生徒の育成に努める。 
　
1. 夢や目標を持ち、創造力ある生徒（To hold a dream aloft）
2. 自他を大切にする思いやりのある生徒（To take care of ourselves and one another）
3. 明るくねばり強い健康な生徒（To become bright,persistent）
4. 正しい判断力を持ち、社会への参加を目指す生徒（To be active participants in society）

## 進学前小学校
出典
- 伊勢原市立成瀬小学校（一部は伊勢原市立中沢中学校へ）
- 伊勢原市立緑台小学校
- 伊勢原市立石田小学校（一部は伊勢原市立中沢中学校へ）